# Philip Mansel (Historiker)
Philip Mansel (* 1951 in London) ist ein britischer Historiker.
Philip Mansel studierte am Eton College und am Balliol College in Oxford. 1978 promovierte er am University College London. Er gehört der Royal Historical Society als Fellow an.
Sein Forschungsschwerpunkt ist die internationale, insbesondere die französische Geschichte.

## Veröffentlichungen (Auswahl)
- Louis XVIII, 1981.
- Sultans in Splendour. A history of the monarchs through photographs, 1988.
- The Court of France 1789–1830, 1989.
- Constantinople. City of the World’s Desire 1453–1924. A history of the Ottoman capital from 1453 to 1924, 1995.
- Paris Between Empires 1814–1852, 2001.
- Der Prinz Europas. Prince Charles-Joseph de Ligne 1735–1814. Klett-Cotta, Stuttgart 2006, ISBN 978-3-608-93753-4.
- Levant. Splendour and Catastrophe on the Mediterranean. A history of Smyrna, Alexandria and Beirut, 2010.
- The Eagle in Splendour, 2015.
- Aleppo. Rise and Fall of a Syria’s Great Merchant City, 2016.
- King of World. The Life of Louis XIV, 2019.